# Databending
Le Databending (ou torsion de données) est un processus de manipulation de données (ex. fichiers) dans un certain format à partir d'éditeur logiciel adapté à un format différent. Une torsion du contenu intervient comme résultat. Ce processus s'inscrit dans un mouvement plus large : le Glitch art. 

## Processus et techniques
Le terme databending est dérivé du processus de circuit bending, dans lequel des objets produisant de la musique comme un synthétiseur, des jouets pour enfants ou encore des pédales d'effet sont délibérément court-circuités en tordant les cartes mères (composant électronique principal) afin de produire un son erratique et spontané.